# 張春男
張春男（1941年—2024年7月25日），臺灣籍政治人物。出生於彰化縣，戒嚴時期起參與党外运动。1980至1990年代定居於中國大陸，期間為中华全国台湾同胞联谊会成員，並曾任全国政协常委。

## 生平
张春男出生於台湾彰化縣。1962年自台中师范专科学校毕业后，历任彰化县东山国民学校、永兴国民学校教员，員林镇大通油脂企业股份有限公司技术顾问。1972年，当选为国民大会代表。1977年辞去国民大会代表职务。1977年中華民國縣市長選舉中，张春男作为无党籍人士参选彰化縣縣長，但未能当选。后来，张春男出任中央民意代表选举党外候选人联谊会总干事。
1980年底，中央民意代表选举开始，此为高雄事件后举行的首次选举。中华民国政府在大选前颁布《选举罢免法》，并且要求参选人不得在竞选活动中涉及高雄事件，禁止为高雄事件受刑人翻案。但是选举开始以后，党外候选人都以高雄事件作为诉求。1981年1月17日，落选的台中市立法委员候选人张春男因其竞选言论“越轨”，违反《选举罢免法》，而遭到警方逮捕。1981年1月20日，其妻的交保要求被驳回。1月30日，台中地方法院检察处以违反《选举罢免法》、作“煽动性宣传”为由起诉张春男。4月18日，台中地方法院以在竞选演说中“攻击”当局、违反《选举罢免法》为由，对张春男判处有期徒刑3年6个月。与张春男同期因竞选言论而被判刑的还有刘峰松。
1986年2月，张春男携家眷来到中国大陆定居。1986年10月9日，他與同樣从台湾至中国大陆定居的黄顺兴，受中共中央总书记胡耀邦会见。在中国大陆，张春男担任中国农业科学院、中华全国台湾同胞联谊会、中国和平统一促进会顾问。他是第六、七、八届全国政协常委。1987年9月，《自立晚報》記者李永得、徐璐来到北京採訪，这是台海兩岸隔絕将近40年後台灣記者首次來訪中國大陆，其间張春男曾經陪這兩位記者遊覽北京市容。
1996年，张春男回到台湾定居，在彰化縣員林鎮莒光路自宅開設「仙方齋」，以鑽研中醫為業。同年2月5日在總統選舉前夕，張春男表示：「林郝是中共眼裡最適合的總統人選。」2009年中華民國縣市長暨縣市議員選舉中，他作为无党籍人士参选彰化縣縣長，但以最低票落选。
2009年10月7日，張春男發表文章《台灣主權宣告書》，主張「台灣主權理應屬於台灣人」，並批評民主進步黨「可能實際上是由外來政權的特務單位所操控……欺騙台灣人『已獲得台灣主權』，要台灣人相信『中華民國就是台灣，台灣就是中華民國』」。該文指控：「諸多證據證實民進黨可能被特務單位滲透控制，證之民進黨本身從不追查真相、也從未澄清其清白；更有甚者，民進黨執政八年，居然從不立法禁止特務滲透，也不清除潛伏的特務。若非整個民進黨是被操控，則難以解釋何以如此。……看來，民進黨是在高雄事件，國民黨把台灣人支持的黨外（人士）抓光之後，由滲透進去填補黨外真空的特務控制人員所操控的。」
2015年2月7日，张春男以無黨籍參選彰化縣第四選舉區立法委員缺額補選，仍以最低票落選。
2024年7月25日，於台灣員林住宅病逝，享壽83歲。